# Estados Unidos en los Juegos Olímpicos de Estocolmo 1912
Estados Unidos estuvo representado en los Juegos Olímpicos de Estocolmo 1912 por un total de 174 deportistas masculinos que compitieron en 11 deportes.
El portador de la bandera en la ceremonia de apertura fue el atleta George Bonhag.

## Medallistas
El equipo olímpico estadounidense obtuvo las siguientes medallas:
| Nombre                                                                                       | Deporte          | Competición                             |
| -------------------------------------------------------------------------------------------- | ---------------- | --------------------------------------- |
| Oro                                                                                          |                  |                                         |
| Ralph Craig                                                                                  | Atletismo        | 100 m M                                 |
| Ralph Craig                                                                                  | Atletismo        | 200 m M                                 |
| Charles Reidpath                                                                             | Atletismo        | 400 m M                                 |
| Ted Meredith                                                                                 | Atletismo        | 800 m M                                 |
| Fred Kelly                                                                                   | Atletismo        | 110 m vallas M                          |
| Edward Lindberg Ted Meredith Charles Reidpath Mel Sheppard                                   | Atletismo        | 4 × 400 m M                             |
| Tell Berna George Bonhag Abel Kiviat Louis Scott Norman Taber                                | Atletismo        | 3000 m por eqs. M                       |
| Albert Gutterson                                                                             | Atletismo        | Salto de longitud M                     |
| Alma Richards                                                                                | Atletismo        | Salto de altura M                       |
| Harry Babcock                                                                                | Atletismo        | Salto con pértiga M                     |
| Platt Adams                                                                                  | Atletismo        | Salto de altura sin impulso M           |
| Pat McDonald                                                                                 | Atletismo        | Peso M                                  |
| Ralph Rose                                                                                   | Atletismo        | Disco con dos manos M                   |
| Matt McGrath                                                                                 | Atletismo        | Martillo M                              |
| Jim Thorpe                                                                                   | Atletismo        | Decatlón M                              |
| Jim Thorpe                                                                                   | Atletismo        | Pentatlón M                             |
| Duke Kahanamoku                                                                              | Natación         | 100 m libre M                           |
| Harry Hebner                                                                                 | Natación         | 100 m espalda M                         |
| Alfred Lane                                                                                  | Tiro             | Pistola rápida de fuego 25 m M          |
| Alfred Lane                                                                                  | Tiro             | Pistola 50 m M                          |
| John Dietz, Peter Dolfen Alfred Lane Henry Sears                                             | Tiro             | Pistola 50 m por eqs. M                 |
| Frederick Hird                                                                               | Tiro             | Rifle en posición tendida 50 m M        |
| Harry Adams Allan Briggs Cornelius Burdette John Jackson Carl Osburn Warren Sprout           | Tiro             | Rifle militar por eqs. M                |
| James Graham                                                                                 | Tiro             | Foso M                                  |
| Charles W. Billings Edward Gleason James Graham Frank Hall John H. Hendrickson Ralph Spotts  | Tiro             | Tiro al pichón por eqs. M               |
| Plata                                                                                        |                  |                                         |
| Alvah Meyer                                                                                  | Atletismo        | 100 m M                                 |
| Donald Lippincott                                                                            | Atletismo        | 200 m M                                 |
| Mel Sheppard                                                                                 | Atletismo        | 800 m M                                 |
| Abel Kiviat                                                                                  | Atletismo        | 1500 m M                                |
| Lewis Tewanima                                                                               | Atletismo        | 10 000 m M                              |
| James Wendell                                                                                | Atletismo        | 110 m vallas M                          |
| Frank Nelson                                                                                 | Atletismo        | Salto con pértiga M                     |
| Marc Wright                                                                                  | Atletismo        | Salto con pértiga M                     |
| Platt Adams                                                                                  | Atletismo        | Salto de longitud sin impulso M         |
| Ben Adams                                                                                    | Atletismo        | Salto de altura sin impulso M           |
| Ralph Rose                                                                                   | Atletismo        | Peso M                                  |
| Richard Byrd                                                                                 | Atletismo        | Disco M                                 |
| Pat McDonald                                                                                 | Atletismo        | Disco con dos manos M                   |
| James Donahue                                                                                | Atletismo        | Pentatlón M                             |
| Harry Hebner Ken Huszagh Duke Kahanamoku Perry McGillivray                                   | Natación         | 4 x 200 libre m M                       |
| Peter Dolfen                                                                                 | Tiro             | Pistola 50 m M                          |
| Carl Osburn                                                                                  | Tiro             | Rifle militar 600 m M                   |
| Carl Osburn                                                                                  | Tiro             | Rifle militar en tres posiciones 50 m M |
| William Leushner William Libbey William McDonnell Walter Winans                              | Tiro             | Blanco móvil 100 m por eqs. M           |
| Bronce                                                                                       |                  |                                         |
| Donald Lippincott                                                                            | Atletismo        | 100 m M                                 |
| Edward Lindberg                                                                              | Atletismo        | 400 m M                                 |
| Ira Davenport                                                                                | Atletismo        | 800 m M                                 |
| Norman Taber                                                                                 | Atletismo        | 1500 m M                                |
| Martin Hawkins                                                                               | Atletismo        | 110 m vallas M                          |
| Gaston Strobino                                                                              | Atletismo        | Maratón M                               |
| George Horine                                                                                | Atletismo        | Salto de altura M                       |
| Frank Murphy                                                                                 | Atletismo        | Salto con pértiga M                     |
| Ben Adams                                                                                    | Atletismo        | Salto de longitud sin impulso M         |
| Lawrence Whitney                                                                             | Atletismo        | Peso M                                  |
| James Duncan                                                                                 | Atletismo        | Disco M                                 |
| Clarence Childs                                                                              | Atletismo        | Martillo M                              |
| Carl Schutte                                                                                 | Ciclismo en ruta | Contrarreloj ind. M                     |
| Albert Kruschel Alvin Loftes Walter Martin Carl Schutte                                      | Ciclismo en ruta | Contrarreloj por eqs. M                 |
| Benjamin Lear (Poppy) John Montgomery (Deceive) Guy Henry (Chiswell) Ephraim Graham (Connie) | Hípica           | Concurso completo por eqs.              |
| Ken Huszagh                                                                                  | Natación         | 100 m libre M                           |
| John Jackson                                                                                 | Tiro             | Rifle militar 600 m M                   |
| William Leushner William Libbey William McDonnell Walter Winans                              | Tiro             | Rifle 25 m por eqs. M                   |
| William Leushner William Libbey William McDonnell Walter Winans                              | Tiro             | Rifle 50 m por eqs. M                   |